# دیانا ریکارد
دیانا ریکارد (به انگلیسی: Diana Rickard) (زادهٔ ۵ اکتبر ۱۹۵۳) شناگر اهل استرالیا است.